# کر و لال

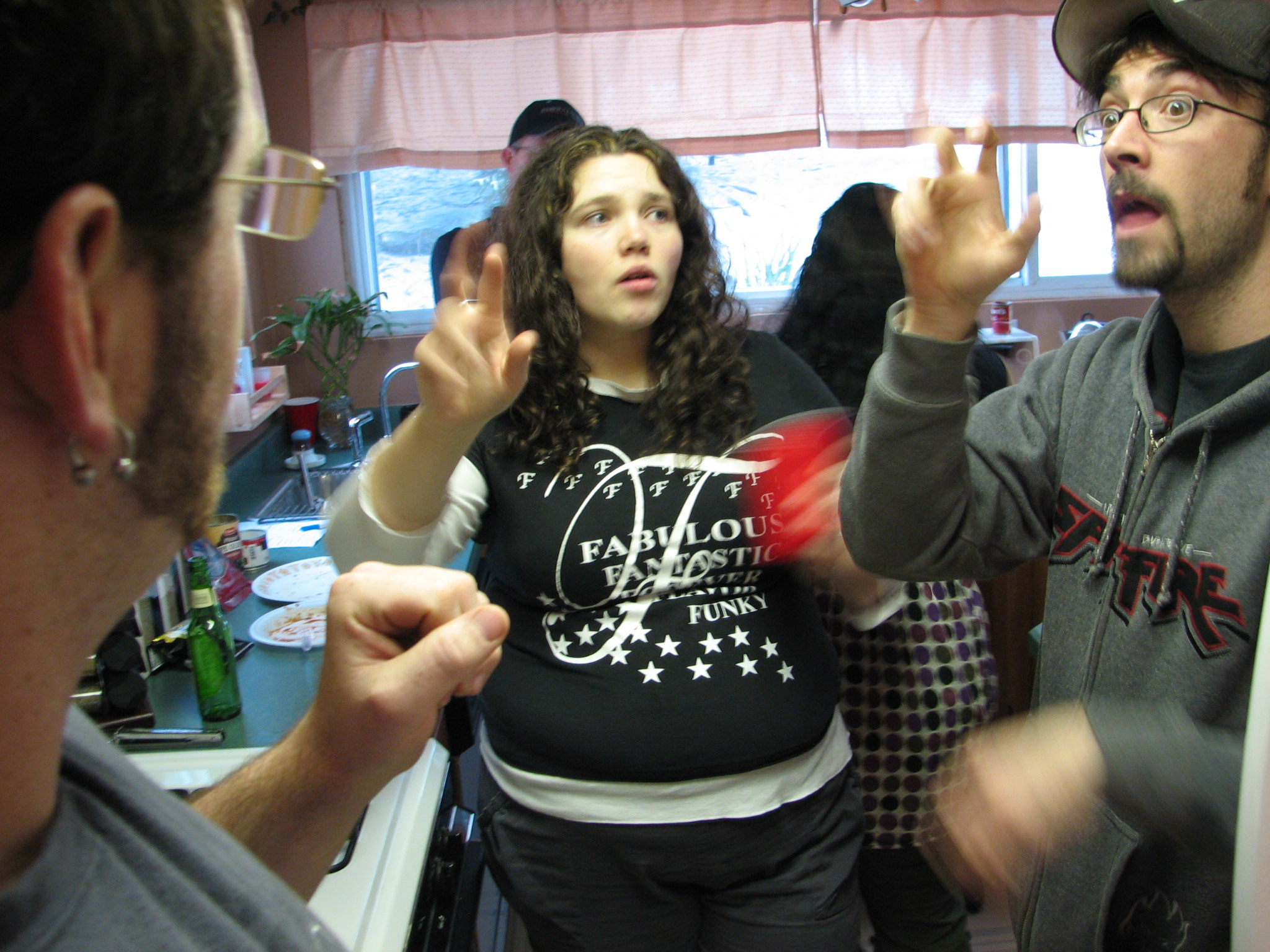
افراد ناشنوایی که نمی‌توانند از زبان گفتاری استفاده کنند یا تا حدی توانایی سخنوری دارند اما به خاطر توجه منفی یا ناخواسته‌ای که آواهای غیرعادی گاهی به همراه دارند، صحبت نکردن را انتخاب می‌کنند

کر و لال (انگلیسی: Deaf-mute) اصطلاحی است که در گذشته برای شناسایی کسی به کار برده می‌شد که یا کر بود و از زبان اشاره استفاده می‌نمود یا هم کر بود و هم نمی‌توانست صحبت کند. این اصطلاح همچنان برای اشاره به افراد ناشنوایی که نمی‌توانند از زبان گفتاری استفاده کنند یا تا حدی توانایی سخنوری دارند اما به خاطر توجه منفی یا ناخواسته‌ای که آواهای غیرعادی گاهی به همراه دارند، صحبت نکردن را انتخاب می‌کنند، استفاده می‌شود. این افراد برای برقراری ارتباط از زبان اشاره استفاده می‌کنند.